# Porta San Giovanni (Padoue)
La Porta San Giovanni est l'une des huit portes appartenant aux murs de Padoue, située dans la partie ouest de la ville. Elle a été construite par l'architecte Giovanni Maria Falconetto en 1528, en même temps que la Porta Savonarola.

## Histoire
La ville de Padoue, pour la République de Venise, représente le dernier bastion à être fortifié pour défendre son territoire sur le continent. Pour cette raison, à la suite des durs épisodes survenus pendant la guerre de la Ligue de Cambrai (début des années 1500), Venise a lancé un important travail de fortification de la ville de Padoue ; ce projet permettait un premier niveau défensif nécessaire à la protection de la ville.
Bien que l'architecte ait normalement donné beaucoup d'importance à l'esthétique, dans ce projet, il a essayé de mélanger l'esthétique avec la fonctionnalité.
La porte a subi plusieurs pertes au cours de l'histoire : un exemple est le Lion de Saint-Marc, en pierre d'Istrie, qui a été démoli pendant les guerres napoléoniennes.
Au XVIIIe siècle, pour augmenter l'efficacité défensive, la Porta San Giovanni (avec d'autres portes des murs) a subi une intervention pour ajouter un poste de garde à deux étages sur la façade extérieure.

## Description
La Porta San Giovanni a un plan quadrangulaire ; les deux façades mesurent 14 m de large, toutes deux recouvertes de trachyte et décorées d'armoiries en pierre d'Istrie.
Une caractéristique importante de cette porte est que la façade extérieure ne dépasse pas des murs mais est alignée avec eux ; la raison de ce choix était fonctionnelle car, de cette façon, les attaques sur la structure des côtés de la porte étaient évitées.
Les dernières restaurations ont mis au jour la cheminée, probablement ajoutée ultérieurement car elle ne faisait pas partie du projet initial.
Au XVIIIe siècle, un pont a été ajouté qui permettait de franchir les douves, remplaçant ainsi le pont-levis d'origine ; le parapet du pont ne s'appuie pas contre la façade de la porte mais s'arrête à quelques mètres, évitant de s'appuyer contre les bases des colonnes.

## Galerie

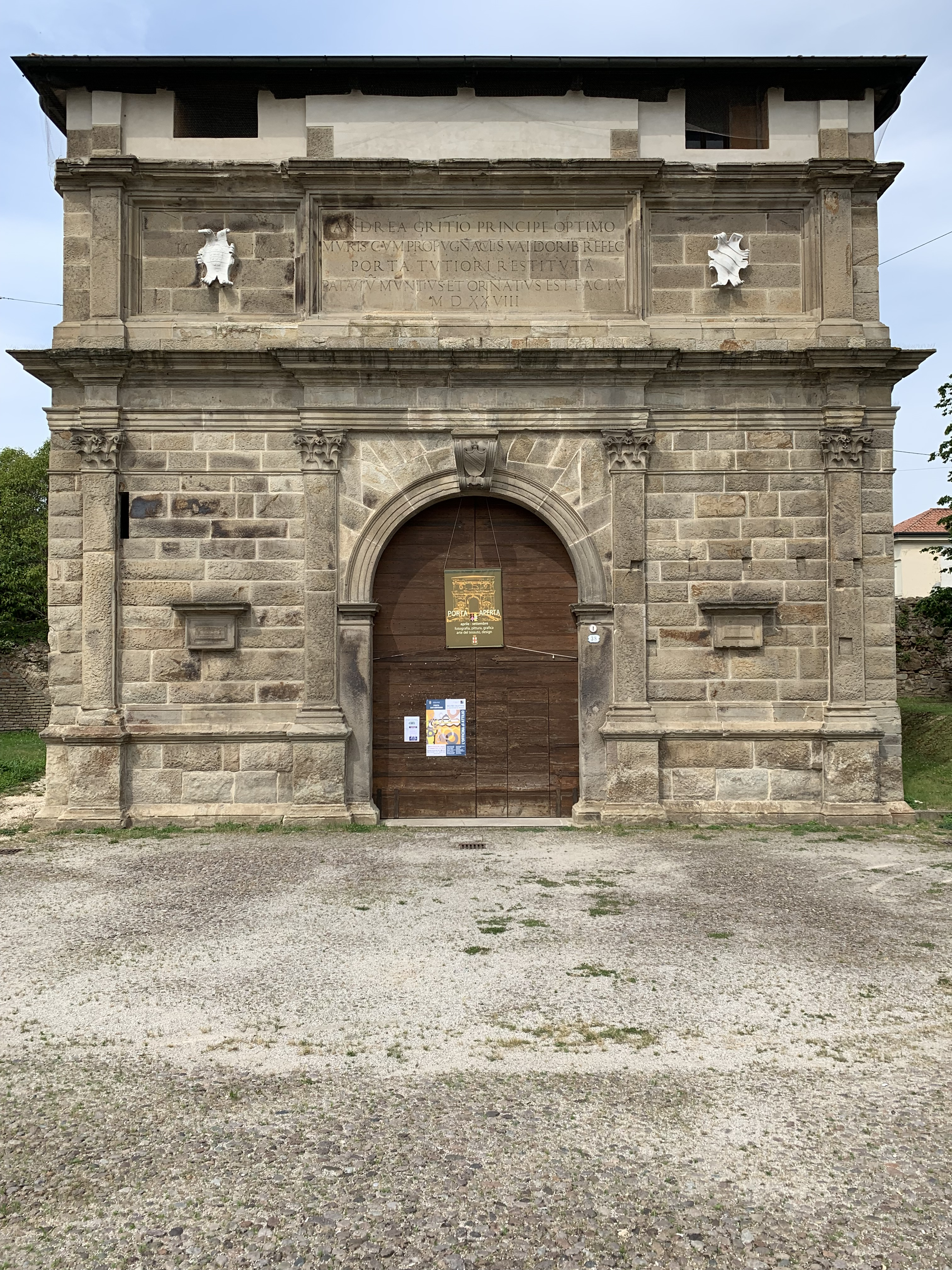
Façade intérieure.
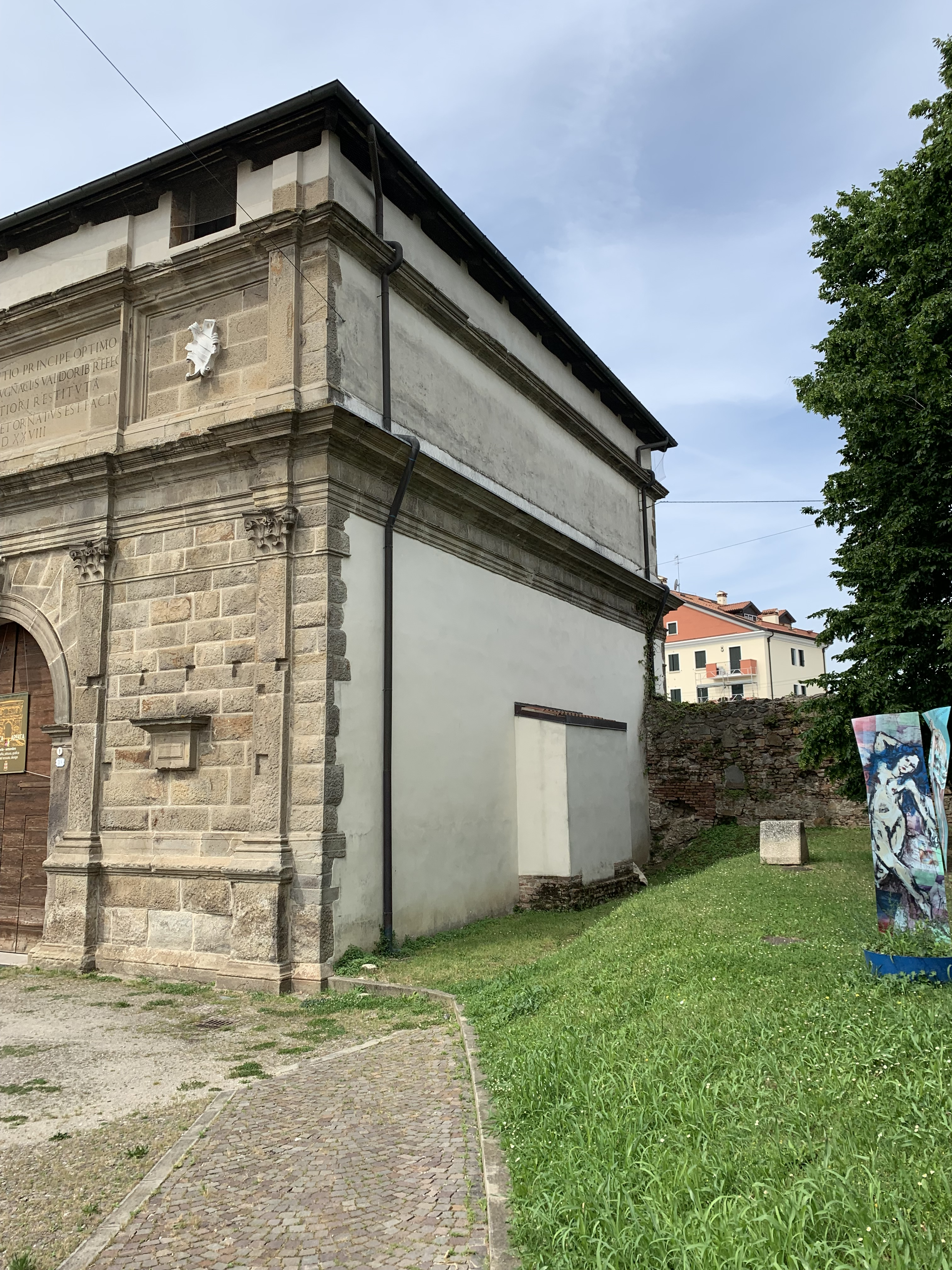
Côté droit.
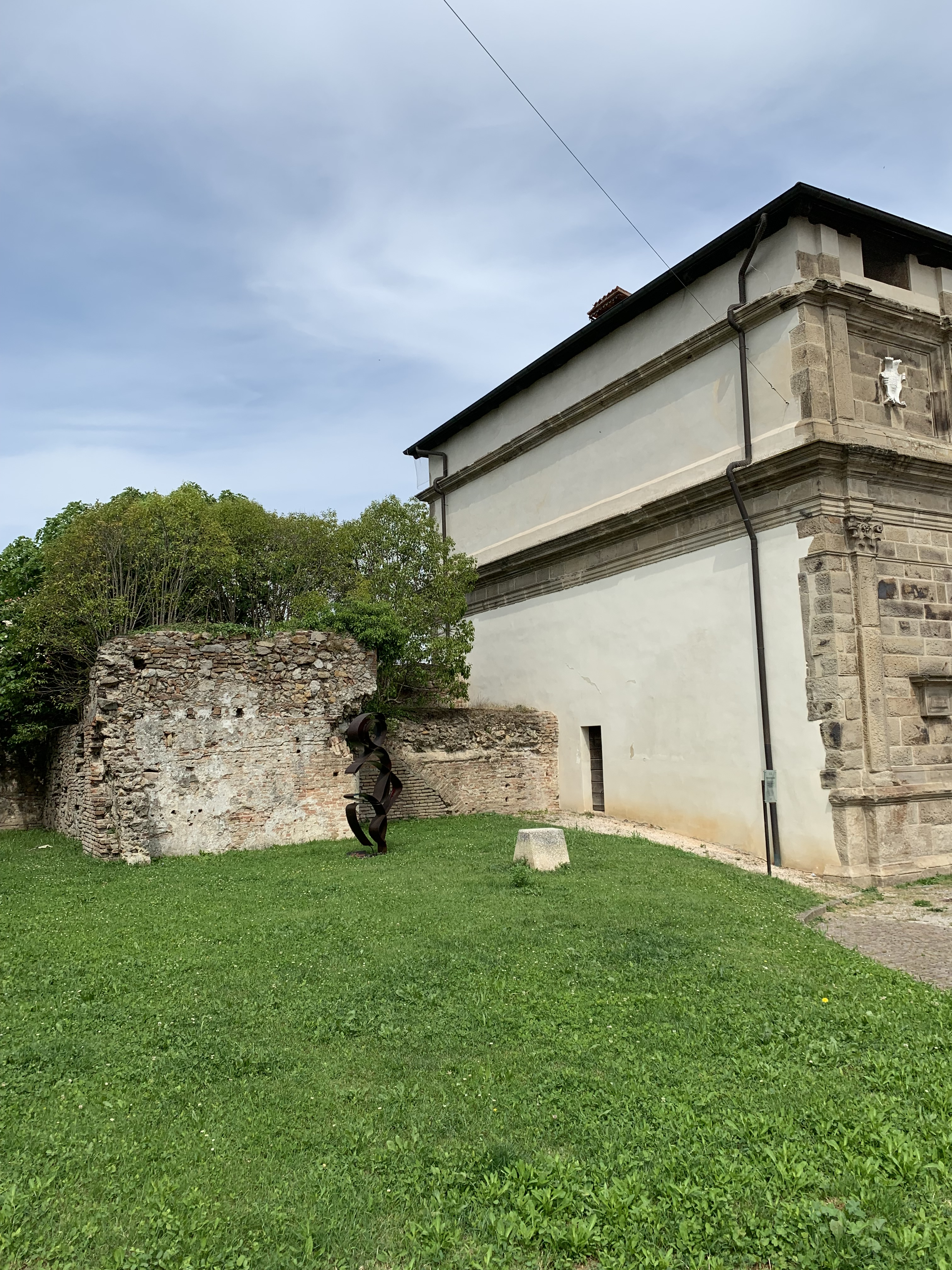
Flanc gauche.
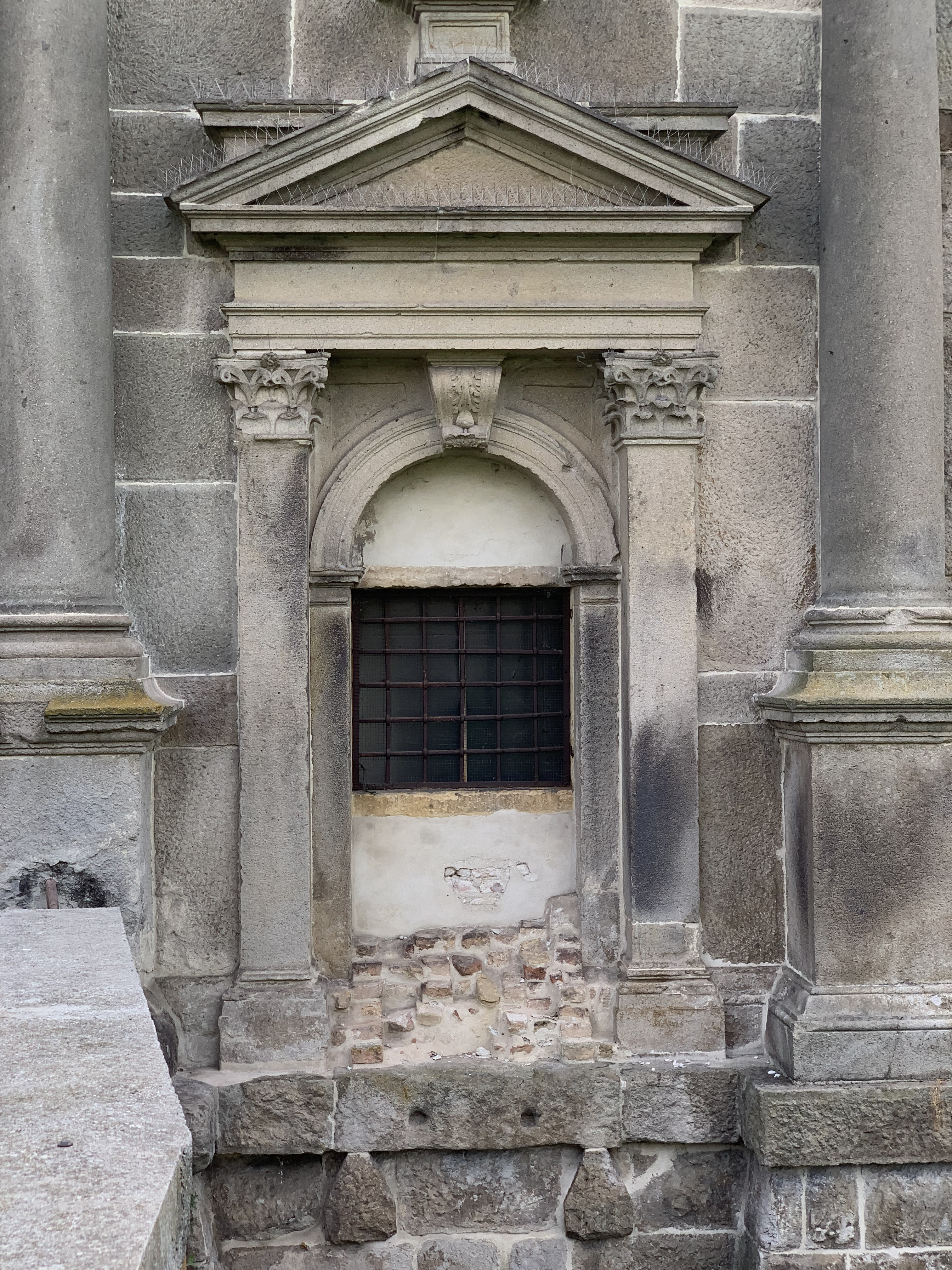
Façade extérieure porte droite.
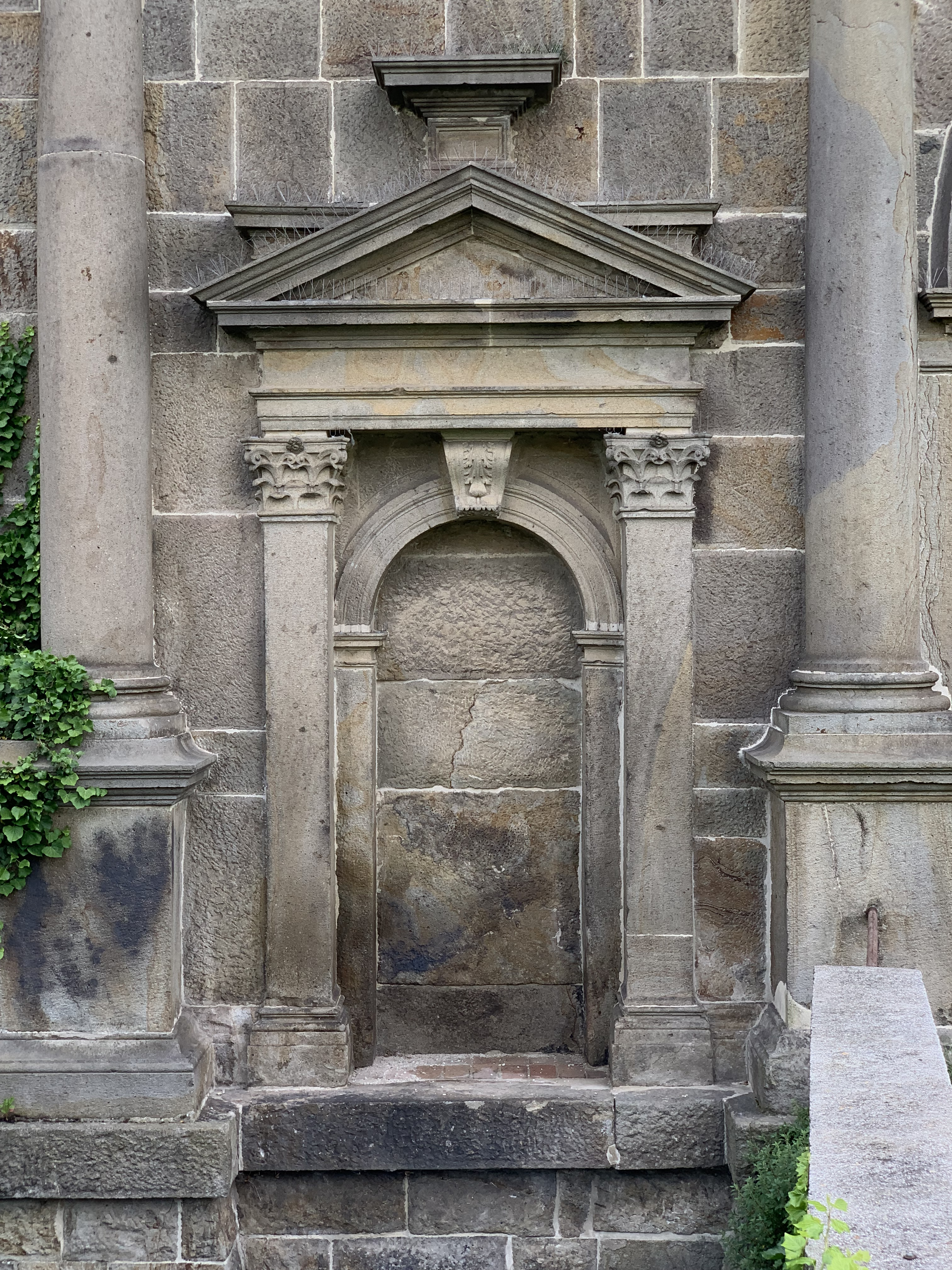
Façade extérieure porte gauche.
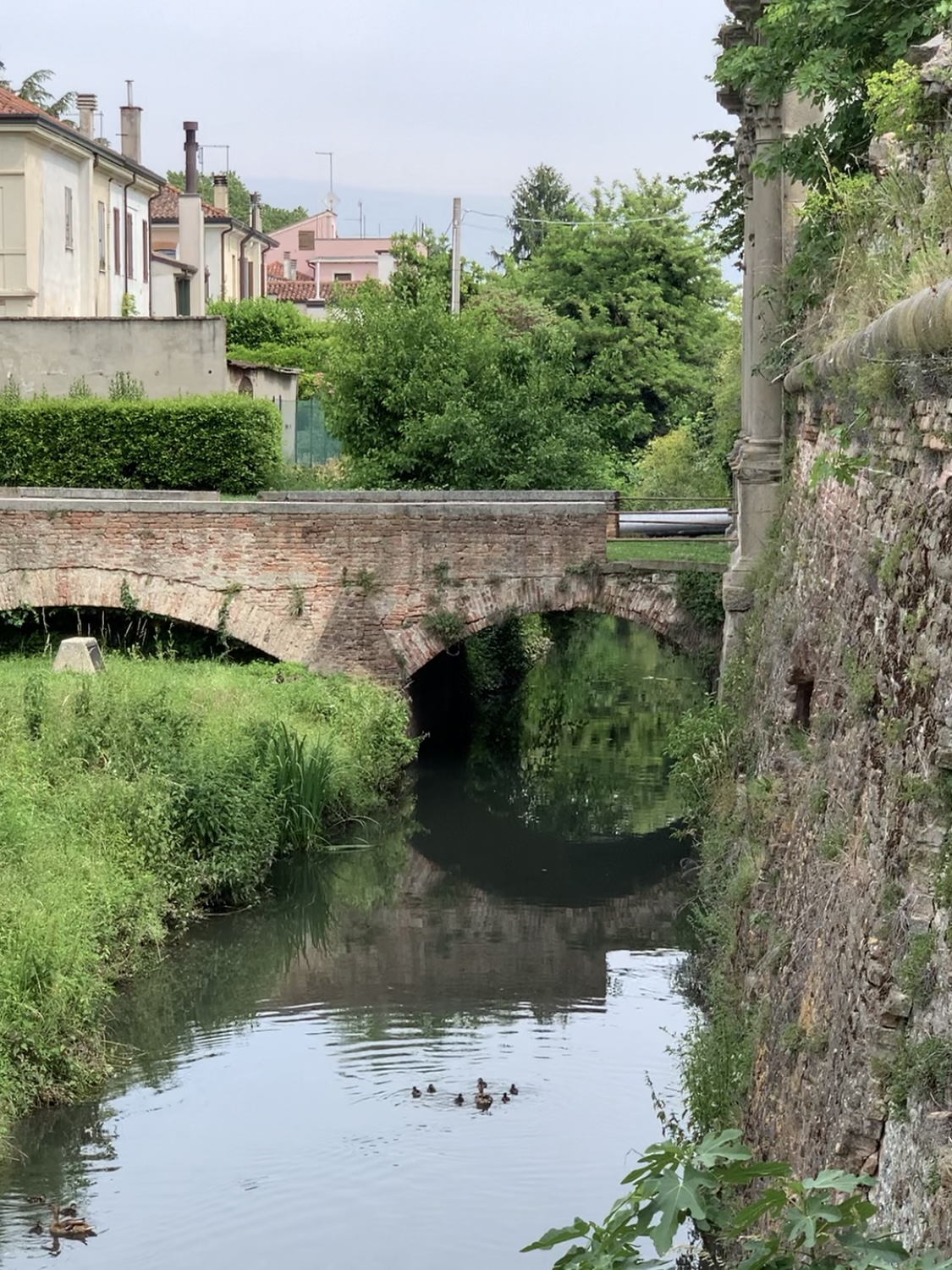
Pont.